# Forty Mile Scrub National Park
Forty Mile Scrub National Park är en park i Australien. Den ligger i delstaten Queensland, omkring 1 300 kilometer nordväst om delstatshuvudstaden Brisbane. Arean är 63 kvadratkilometer.
Trakten runt Forty Mile Scrub National Park är nära nog obefolkad, med mindre än två invånare per kvadratkilometer.. Det finns inga samhällen i närheten.
I omgivningarna runt Forty Mile Scrub National Park växer huvudsakligen savannskog.  Genomsnittlig årsnederbörd är 777 millimeter. Den regnigaste månaden är februari, med i genomsnitt 180 mm nederbörd, och den torraste är september, med 4 mm nederbörd.